# Kopyś
Kopyś (biał. Копысь) – osiedle typu miejskiego na Białorusi, w obwodzie witebskim w rejonie orszańskim, nad Dnieprem, zamieszkane przez 850 mieszkańców (2016).

## Historia

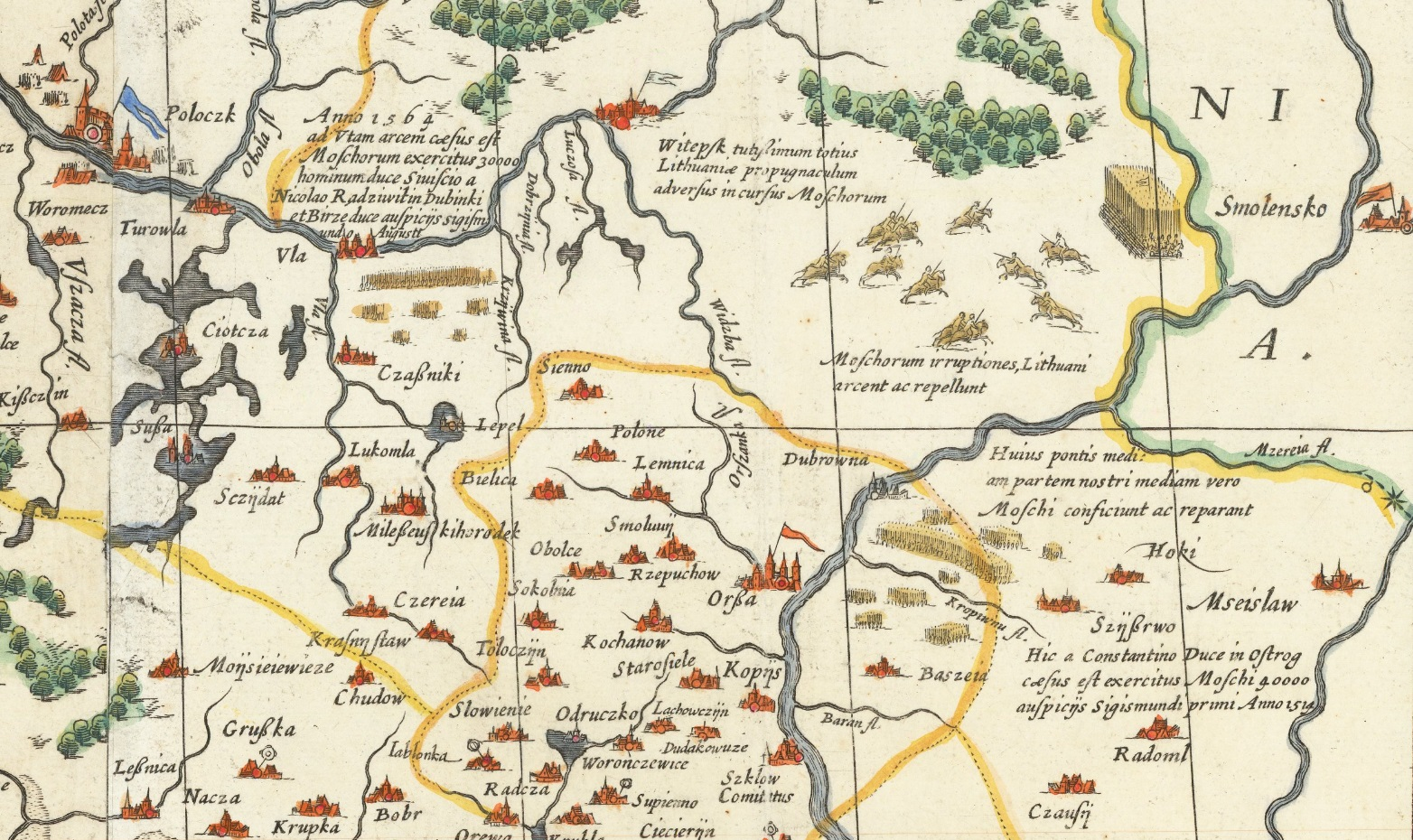
Kopyś na mapie radziwiłłowskiej z 1613 roku

Pierwsze wzmianki w 1059. Od XIV wieku w Wielkim Księstwie Litewskim. W XVI wieku miasto zostało lokowane na prawie magdeburskim i nadano mu herb. Należało do rodu książąt Ostrogskich. Wojewoda wileński i hetman wielki litewski Krzysztof Radziwiłł Piorun w 1594 roku włączył Kopyś, wraz z miasteczkiem Romanowo (dziś Lenino), do dóbr Radziwiłłów dzięki małżeństwu z Katarzyną Ostrogską. On też założył tu zbór kalwiński. Miasto posiadało zamek wzmocniony przez Krzysztofa Radziwiłła w latach 1597–1599, który zabezpieczał wschodnią granicę Rzeczypospolitej od strony państwa moskiewskiego. W czasie wojny z Moskwą, w 1611 roku hetman Jan Karol Chodkiewicz przyjął na tutejszym zamku pułkownika Aleksandra Lisowskiego (twórcę oddziałów Lisowczyków) i darował mu dawne przewinienia.
W czasie wojny polsko-rosyjskiej 1654–1667 (tzw. potopu rosyjskiego) miasto znalazło się w centrum wydarzeń. Niebronione zostało zajęte 11 sierpnia 1654 roku przez moskiewskie oddziały Jakowa Czerkaskiego. Zostało odzyskane 23 stycznia 1655 roku po ucieczce żołnierzy moskiewskich i otworzeniu przed wojskami polskimi bram przez mieszczan, którzy wydali także pozostawionego w mieście przez swoich żołnierzy moskiewskiego wojewodę Fedora Małygina. Rosjanie ponownie okupowali Kopyś od połowy 1655 roku do 1659 roku. W 1660 roku do Kopysi przybyło ze Słucka na rozkaz hetmana Pawła Sapiehy 100 ludzi z chorągwi piechoty węgierskiej pod rotmistrzem Stanisławem Skarbkiem.
W 1707 roku podczas III wojny północnej miasto zostało spalone przez wojska rosyjskie.
W 1772 roku w związku z Rozbiorami Polski zostało zagarnięte przez Rosję. W 1812 roku zajęte przez wojska francuskie. Od XIX wieku stało się znane z wyrabianych tu ceramicznych kafli. W XVIII i XIX wieku centrum chasydyzmu oraz siedziba parafii ewangelicko-reformowanej. W 2 poł. XIX wieku liczyła 3132 mieszkańców. Od lipca 1941 do czerwca 1944 pod okupacją niemiecką. 
Podczas okupacji hitlerowskiej, w październiku 1941 roku Niemcy utworzyli getto dla żydowskich mieszkańców. Przebywało w nim około 400 osób. 14 stycznia 1942 roku Niemcy zlikwidowali getto, a Żydów zamordowali w pobliskim wąwozie. 
Od 1991 w Republice Białorusi.

## Zabytki
- Zamczysko z widocznymi ziemnymi wałami. Według lustracji z 1726 roku zamek miał 4 bastiony i basztę wjazdową. Obecnie miejsce to jest zwane „Piotrowy Wał”.

## Turystyka
Miejscowość jest miejscem urodzenia prezydenta Białorusi Alaksandra Łukaszenki i z tego powodu przeżywa ostatnio turystyczny boom. W programach wycieczek jest nie tylko zwiedzanie szkoły, miejsca urodzin, ale i wsi Aleksandria po przeciwnej stronie rzeki, gdzie wychował się przyszły prezydent.